# Angraecum humblotianum
Angraecum humblotianum är en orkidéart som beskrevs av Rudolf Schlechter. Angraecum humblotianum ingår i släktet Angraecum och familjen orkidéer. Inga underarter finns listade i Catalogue of Life.